# تپه نوار
تپه نوار مربوط به عصر برنز - سده‌های میانه دوران‌های تاریخی پس از اسلام است و در شهرستان رزن، بخش مرکزی، دهستان رزن، روستای نوار واقع شده و این اثر در تاریخ ۲۷ بهمن ۱۳۸۷ با شمارهٔ ثبت ۲۴۶۳۲ به‌عنوان یکی از آثار ملی ایران به ثبت رسیده است.